# Pacullidae
Pacullidae zijn een familie van spinnen. De familie telt 4 beschreven geslachten.

## Geslachten
- Lamania Lehtinen, 1981
- Paculla Simon, 1887
- Perania Thorell, 1890
- Sabahya Deeleman-Reinhold, 1980